# Idol Room
Idol Room (en hangul, 아이돌룸) fue un programa de televisión de Corea del Sur que se transmitía por el canal JTBC todos los martes a las 18:30 (KST) y era presentado por Jeong Hyeong-don (Don Hee) y Defconn (Con Hee). El programa estaba inspirado en el noticiero JTBC Newsroom, y se producía con el fin de ser el programa número uno especializado en idols coreanos.
También se transmitió simultáneamente a través de Naver V Live hasta el episodio 41. El programa comenzó el 12 de mayo de 2018 y originalmente se transmitió los sábados a las 16:40 (KST). El episodio final de la primera y única temporada, de 87 episodios en total, se emitió el 11 de febrero de 2020.

## Formato
Con un formato muy similar al del programa Weekly Idol, anterior show televisivo conducido también por Jeong Hyeong-don junto a Defconn, en cada episodio era invitado algún artista, ya sea grupo o solista, de la escena musical de Corea del Sur. En él, los conductores entrevistaban a los invitados, les hacían cuestionarios, juegos y diversas secciones preestablecidas por el programa. A veces, se realizaban programas especiales en donde se invitaban a dos o más grupos de manera simultánea. El estudio mantenía siempre un estilo minimalista, compuesto por un único color de fondo.
Por lo general, durante o después de la grabación de cada episodio, había una corta transmisión en vivo, que era emitida a través del canal Naver V Live del programa, que actuaba como un adelanto del episodio. Esto ya no estuvo disponible después del episodio 41.

### Estudios
Los estudio utilizados fueron los siguientes:
- Episodios 1-8: Habitación negra con una gran pantalla horizontal al fondo.
- Episodios 9-51: Habitación beige con una pantalla alta en la parte posterior.
- Episodio 52-87: Habitación rosa con una pantalla horizontal en la parte posterior.

En algunos episodios especiales, los presentadores salieron al aire libre.

### Canciones del programa
Se crearon dos canciones para el programa, que fueron producidas por Hui del grupo Pentagon y otra por Soyeon del grupo (G)I-dle. En el episodio 5, donde aparecieron ambos junto a sus grupos, a cada uno se le asignó la tarea de componer un tema musical para el programa. Los temas musicales se reprodujeron al comienzo de cada episodio alternativo, comenzando desde el episodio 7 con el tema musical producido por Hui y el episodio 8 con el tema musical producido por Soyeon. Esto se descontinuó desde la introducción del proyecto denominado Idol 999.
Un tercer tema, que fue producido por Lee Seung-hyub del grupo N.Flying, se presentó en vivo por la banda en el inicio del episodio 42.

## Presentadores
- Jeong Hyeong-don (Don Hee)
- Defconn (Con Hee)

## Cronología de transmisión
| Episodios | Período                                    | Horario (KST)             |
| --------- | ------------------------------------------ | ------------------------- |
| 1-8       | 12 de mayo de 2018 - 30 de junio de 2018   | Sábados 4:40 PM - 6:05 PM |
| 9-87      | 3 de julio de 2018 - 11 de febrero de 2020 | Jueves 6:30 PM - 7:55 PM  |

## Temporadas
| Temporada | Temporada | Año  | Episodios          | Emisión original        | Emisión original        |
| Temporada | Temporada | Año  | Episodios          | Primera emisión         | Última emisión          |
| --------- | --------- | ---- | ------------------ | ----------------------- | ----------------------- |
|           | 1         | 2018 | 33                 | 12 de mayo de 2018      | 25 de diciembre de 2018 |
| 2019      | 1         | 48   | 8 de enero de 2019 | 24 de diciembre de 2019 |                         |
| 2020      | 1         | 6    | 7 de enero de 2020 | 11 de febrero de 2020   |                         |

## Secciones

### Últimas secciones
- Idol 999 Forced Auditions: Este fue el nuevo proyecto del programa que comenzó en el episodio 52, en donde los dos presentadores se propusieron encontrar a 999 miembros de distintos grupos ídols para formar junto a ellos el grupo 1001 (leído como "One Oh Oh One"). Cada semana, los invitados se sometían a evaluaciones individuales y grupales a lo largo del episodio, y en cualquier momento los dos anfitriones podían dar o quitar calificaciones a cada invitado. La calificación final de cada invitado podía ser de una sola calificación (por ejemplo, A o B), o de varias calificaciones (por ejemplo, AA o ABF). El miembro final que se elegiría para Idol 999 era seleccionado a través del Bomb Dance. Cuando un globo explotaba mientras un miembro lo sostenía cuando estaban en medio de una presentación musical, ese miembro se convertía en el ídolo seleccionado para unirse a Idol 999.[6] Existieron otros procedimientos realizados para elegir al ídolo para unirse a Idol 999:
  - En el episodio 54, en lugar del Bomb Dance, se utilizó la Bomb Interview como selección. Los invitados pasaban la bomba después de decir una oración, y esto se hacía continuamente hasta que el globo explotaba y el invitado que lo tenía cuando explotaba era el ídolo seleccionado para unirse a Idol 999.
  - En el episodio 55, donde solo Jeon So-mi participó en la audición, se realizó el juego "He loves me... he loves me not" para decidir si se uniría a Idol 999 o no.
  - En el episodio 58, donde solo Eun Ji-won participó en la audición, se hizo un sorteo para decidir si se uniría a Idol 999 o no.
  - En el episodio 60, los miembros de NCT Dream realizaron 10 giros de elefante y cada uno intentó tocar el dedo de Don Hee con su dedo. El primer miembro en tocarlo sería el miembro de Idol 999.
  - En el episodio 64, los miembros de Pretty 95s compitieron cada uno contra Don Hee para tirar el helado de Couple Bar a la mitad, y el miembro con la porción más grande sacada sería el miembro de Idol 999.
  - En el episodio 65, las miembros de Apink, Chorong y Namjoo, tuvieron que empujar a su compañera Hayoung, quien estaba sentada en la silla hyodo. Si ella aterrizaba hacia el objetivo se decidiría si se unirá o no a Idol 999.
  - Para la audición de Twice, cada miembro eligió un paraguas de Idol Room. La miembro que eligió el paraguas con las caras de los anfitriones fue la miembro de Idol 999.
  - Para la audición de Dreamcatcher y Everglow, en los episodios 78 y 81, la miembro de Idol 999 fue elegida a través del regreso de la Today's Pick-dol Close-up Camera.
  - En el episodio 75, se jugó al Iut. El palo del miembro que mostraba la cara (con el resto de miembros mostrando las cruces) sería el miembro de Idol 999.
  - En el episodio 84, las miembros de Cosmic Girls debieron comer tiras de gelatina sin usar sus manos. La más rápida en terminar su tira de gelatina fue la miembro de Idol 999.
  - En el episodio 85, los miembros de The Boyz debieron inflar globos con la boca. El más rápido en reventar su globo fue el miembro de Idol 999.
  - En el episodio 86, la miembro deGFriend que hacía la misma pose que Sowon (quien ya era miembro de Idol 999) sería la miembro de Idol 999.
  - En el episodio 87, se utilizó el juego japonés Amidakuji. Eun Ji-won (quien ya era miembro de Idol 999) se rastreó desde un punto de partida que eligió y llegara hasta el miembro de Sechs Kies, el que se convertiría en miembro de Idol 999.
- Metal Tray Dance Room: Fue una sección introducida en la tercera visita al programa de Twice. Esta era una parodia de Metal Tray Karaoke Room del programa de Happy Together del canal KBS. Cada miembro se paraba debajo de una bandeja de metal y tenía que bailar solo cuando la luz que tenían en frente se encendiera, de lo contrario, se consideraba error y todo el grupo era castigado con un golpe de la bandeja. A partir del episodio 52, esta sección fue parte de las evaluaciones grupales de Idol 999.[7]
- Ending Fairy Selection Bomb Dance: Una sección introducida en la tercera visita al programa de Twice. Todos los miembros debían bailar su nueva canción mientras pasaban el globo bomba, y cada miembro tenía que sostenerlo durante al menos cinco segundos antes de entregarlo a otro compañero. Cuando explotaba mientras un miembro lo sostenía, ese miembro se convertía en el Ending Fairy (Hada del final). El beneficio de convertirse en el "Hada del final" era que desde inmediatamente después de esta prueba hasta el cierre del episodio, todas las cámaras estarían enfocadas en este miembro.[8] A partir del episodio 52, esta sección se convirtió en una prueba crucial para seleccionar el ídolo de Idol 999 en cada episodio.
- Swimming Competition: Una sección que normalmente se presentaba a los grupos de ídolos masculinos para las audiciones forzadas de Idol 999. Los miembros de la competencia debían beber agua a través de las pajitas lo más rápido posible hasta que su propio personaje cayera en la línea.
- Toast King: Una sección semifija donde todos los miembros intentaban atrapar con la boca un trozo de pan que saltaba desde una tostadora.[9]
- Havana Korea Selections: Una sección presentada solo para invitadas femeninas. Todas las invitadas debían bailar la canción «Havana» de Camila Cabello a su manera, una por una. Los presentadores elegían una ganadora después de que se hayan realizado todos los bailes del episodio. Esto se usaba a menudo para elegir a la miembro más sexy del grupo. Si la invitada de la semana era solo una persona, debía bailar la canción varias veces en diferentes tipos de bailes sexys para ser coronada como ganadora indiscutible.[10]

### Antiguas secciones
- Nano Dance: Todos los miembros del grupo debían bailar su última canción principal juntos primero. Luego, en el paso principal de la coreografía, cada miembro debía bailar con su propia parte individual uno por uno, mientras el resto de los miembros dejaban de moverse, para luego continuar bailando todos juntos.[10]
  - Una alternativa de esta sección específicamente para bandas, llamada Nano Band, se presentó en el episodio 42 con N.Flying como invitados. Todos los miembros de la banda interpretaron la canción juntos primero, para luego, en la parte principal, cada miembro responsable de su propia parte individual la ejecutaba de a uno, mientras que el resto de los miembros dejaba de tocar, para luego continuar tocando juntos el resto.
  - Si el invitado de la semana era solo una persona, el Nano Dance era:
    1. Repetir la misma parte principal 3 veces: una vez moviendo solo la cara, una vez moviendo solo la parte superior del cuerpo y una vez moviendo solo la parte inferior del cuerpo. Esto se realizó durante el episodio de Seungri como invitado.
    2. Mostrar diferentes lados del invitado mientras se repite la misma parte principal. Esto se realizó durante el episodio con Sunmi como invitada.
- Fact Check: Una sección para verificar si las noticias, rumores o tesis sobre los miembros individuales o grupales son ciertas o no. Antes de la grabación de cada episodio, se colocaba un aviso en el canal Naver V Live de Idol Room para recopilar preguntas. Había una versión alternativa llamada Live Fact Check, donde el programa recibía preguntas a través de una transmisión en vivo en lugar de un aviso.[11]
- Q100 Question Vending Machine: Una sección especial introducida en la tercera visita de Twice. El equipo de producción recopiló las preguntas de los fanáticos de todo el mundo y elegía 100 preguntas para colocar dentro de una máquina expendedora. Los miembros colocaban las monedas en la máquina expendedora y seleccionaban el paquete de preguntas que cada miembro quería, y esa pregunta era respondida en el programa.
- Does (Group name) Know Their Members Well: Una sección especial para grupos que se acercaban o habían tenido su aniversario de debut reciente. La sección preparaba preguntas en profundidad sobre los miembros, y también se verificarán los hechos. Se le presentó por primera vez a Twice en su segunda visita.
- My Idol's Guinness: Una sección donde todos los invitados desafiaban romper un nuevo tipo de Record Guiness.[12]
- To Me Letter: Una sección especial en la que todos los invitados filmaban mensajes de vídeo a sus versiones del pasados en su año de debut.
- One Column Dance: Sección donde todos los invitados se paraban en una columna y bailaban al son de la canción de la misión, mostrando la sincronización entre todos los miembros del grupo. Fue realizado por primera vez por GFriend.[13]
- Today's Pick-dol Close-up Camera: Todos los invitados se acostaban alrededor de una ruleta que tenía una cámara en el centro. Se hacía girar la ruleta y la persona que era capturada cuando dejaba de girar era escogida como el Pick-dol del episodio. Esto consistía en que todas las cámaras se centraban en la escogida durante el programa y se subían al canal Naver V Live de Idol Room después de que el episodio había terminado su transmisión. Había una versión alternativa, llamada Today's Live Pick-dol Close-up Camera, donde la sección progresaba como una transmisión en vivo, pero no se revelaba quién era el elegido como Pick-dol del episodio; solo se revelabda urante la transmisión del episodio, como era habitual. Esto se suspendió a partir del episodio 44, con la introducción de la aplicación LG U+ Idol Live.[14]
  - Para los invitados solistas, la sección avanzaba con diferentes lados/emociones del invitado o con algunos miembros del personal usando máscaras de celebridades relacionadas con el invitado; para el último escenario, si el invitado no era elegido, se utilizaban las reacciones del no invitado elegido, pero las fancams del invitado se seguían cargando.
  - En el episodio 28, con 21 invitados, se jugó piedra, papel o tijera con Con Hee como oponente, hasta que solo quedara un invitado y se escogía como el Pick-dol.
- 357 Dance: Don Hee gritaba cualquier número (desde cero hasta el número de miembros del grupo invitado) en cualquier momento mientras se reproducía la canción escogida para la misión. El número correspondiente de miembros se debía mover al centro del estudio y bailar al ritmo de la canción de la misión.[15]
- Attention Dance: Todos los invitados se colocaban en posición de atención y debían bailar la(s) canción(es) de la misión, sin mover los brazos.
- N.C.N Dance : Acrónimo de "When Number is Called Find the Camera With the Number Dance", también conocido como "Bun Bul Bun Dan" (en hangul: 번불 번댄 ); donde Don Hee gritaba cualquier número de cámara del 1 al 6 en cualquier momento aleatorio y todos los invitados debían moverse frente a la cámara numerada y bailar frente a ella, marcándola como el centro.